# Сокол (Marvel Comics)
Со́кол (англ. Falcon), настоящее имя — Сэ́мюэль То́мас «Сэм» Уи́лсон (англ. Samuel Thomas Wilson) — супергерой, появляющийся в комиксах издательства Marvel Comics.
Сокол является одним из первых чернокожих супергероев, вторым после Чёрной пантеры, который родом из вымышленной африканской страны Ваканды. Несмотря на то, что Сокол поначалу не обладал какими-либо сверхспособностями и был второстепенным персонажем, он дебютировал почти на три года раньше Люка Кейджа, первого чернокожего супергероя Marvel, ставшего главным героем серии, и почти на шесть лет раньше Шторм, которая стала первой чернокожей женщиной-супергероиней Marvel Comics, а также стал первым супергероем африканского происхождения, в псевдониме которого не было слова «чёрный», и предшествовал в этом плане Зелёному Фонарю Джону Стюарту, опередив его на два года.
Покойный племянник Сокола и бывший напарник Халка, Джим Уилсон, был одним из первых персонажей комиксов, страдающих СПИДом. Отец Джима Уилсона, Гидеон Уилсон — старший брат Сокола.

## История публикаций
Сэмюэль Уилсон был создан писателем Стэном Ли и художником Дженом Коланом и впервые появился в выпуске Captain America #117 в сентябре 1969 года. Первоначально, он часто работал в команде с Капитаном Америкой и даже стал членом Мстителей. В выпуске Captain America #186, писатель Стив Энглхарт изменил некоторые детали прошлого Уилсона. Ранее считалось, что Сокол — бывший социальный работник, решивший изучить внутреннюю жизнь городской молодёжи. Энглхарт же изменил его происхождение: по его версии, Сокол был бывшим преступником и вором, чьи воспоминания были изменены Космическим Кубом. Такое изменение подверглось критике и редко берётся в расчёт в современной вселенной Marvel.
Недолгое время Сокол был членом команды Защитников, в выпусках #62-64 одноимённой серии, с августа по октябрь 1978 года. В 1979—1980 годах. Сокол стал членом Мстителей и появлялся в их составе в выпусках #183-194. Принятие Уилсона в команду было обосновано желанием добиться расовой разнообразности в составе, что было положительно воспринято читателями.
В 1983 году была выпущена мини-серия из четырёх выпусков, посвящённая Соколу, под авторством Джима Оусли. Первый номер серии был иллюстрирован художником Полом Смитом, а три последующих — Марком Брайтом. В серии рассказывается, что Сокол — мутант, и имел крылья от рождения, но такой вариант биографии не получил продолжения.
Позже, Сокол стал регулярным персонажем Captain America vol. 2, в период с 1996 по 1997 год, а также появился в составе Мстителей в Avengers vol. 3 #1. (февраль, 1998). На этот раз он остался в составе надолго, вплоть до номера #57 (октябрь, 2002), и стал одним из самых заметных членов команды. В то же время он появился как второстепенный персонаж в Captain America vol. 4 (июнь, 2002 — декабрь 2004).
В 2005 году недолго выпускалась серия Captain America and the Falcon, где главными персонажами были Сокол и Капитан Америка. После событий сюжетной линии «Распад Мстителей», когда Алая Ведьма временно вернула его личность преступника, Сокол появился как второстепенный персонаж в Captain America vol. 5 (январь 2005 — июль 2009). На данный момент, Сокол — один из первостепенных персонажей серии, которая восстановила свою старую нумерацию, начиная с Captain America #600 в августе 2009 года.

## Биография
Сэм вырос в жёстком районе Гарлеме. Его отец, священник, был убит, пытаясь остановить драку. Сэм сделал всё возможное, чтобы поступать правильно, но когда его мать была убита грабителями два года спустя, горе и гнев Сэма поглотили его и в конечном счёте привели его на преступный путь. Он взял себе имя «Снэп» Уилсон и стал рэкетиром.
Самолёт, на котором Сэм летел в Рио-де-Жанейро, разбился на отдалённом острове Карибского моря, где скрывался Красный Череп и его приспешники. Красный Череп попытался использовать Уилсона в качестве пешки против Капитана Америки, который занимался поиском злодея на острове. Череп рассудил, что идеализм Уилсона мог бы обратиться к тому, чтобы стать партнёром Капитана Америки в борьбе с преступностью. Затем, на более позднем этапе, Череп сможет использовать Уилсона против своего врага. Он использовал Космический Куб, чтобы вернуть «Снэпа» в Сэма и дать Сэму способность телепатически общаться с птицами, особенно с птицей по имени Рэдвинг, которую Уилсон купил. Сэм помог Капитану Америке победить Черепа и в самом деле стал его партнёром, взяв имя Сокол.
Вернувшись в Нью-Йорк, Уилсон стал одним из самых верных борцов с преступностью в Гарлеме и регулярным союзником Капитана Америки. В своей обычной жизни он стал социальным работником и защищал улицы своего родного города как в костюме, так и без него. Уилсон на короткое время принял личность Капитана Америки, когда казалось, что тот был убит. Уилсон под маской Сокола был атлетом, передвигающимся по крышам, пока Чёрная пантера не предоставил ему технологии Ваканды, которые позволили ему по-настоящему летать.
Личность «Снэпа» оставалась затопленной, но несколько лет спустя он вспомнил о своём криминальном прошлом, когда проходил шоковую терапию в штаб-квартире Щ.И.Т.. Как только его бывшие преступные партнёры узнали об этом, они напали на него, но Уилсон и Капитан Америка отбили атаку.
На более позднем этапе Уилсону предложили членство в Мстителях, но он отказался и вернулся к своей социальной работе, но по случаю помогал Мстителям как временный член команды. Уилсон помог Мстителям в борьбе с Натиском и, казалось, принёс себя в жертву, чтобы остановить угрозу. На самом деле он был помещён в другое измерение и позже воссоединился с остальными Мстителями. Он вернулся к своей жизни, как социальный работник и по совместительству авантюрист. Помог Мстителям в реорганизации команды после короткого периода их роспуска.
Когда Мстителям был предоставлен специальный дипломатический статус Организацией Объединённых Наций, они также создали Особняк Мстителей как отдельное посольство с Генри Гайричем в качестве посла. Уилсона попросили вернуться в действующую армию Мстителей, в частности, чтобы он мог следить за Гайричем, который часто имел сомнительное отношение с Мстителями на протяжении долгих лет. Отношения Уилсона и Гайрича в конечном итоге переросли в уважительные, и вместе они помогли раскрыть заговор Красного Черепа с целью проникнуть в американское правительство.

## Силы и способности

### Силы
Во время своих первых появлений Сэм обладал телепатической связью с птицей Рэдвинг, о чём упоминал Профессор Икс в Captain America #174. Позже, Красный Череп обнаруживает, что он использовал Космический Куб, чтобы создать связь между Сэмом Уилсоном и Рэдвингом. Уилсон способен общаться с ним на расстоянии многих метров, а также видеть его глазами то, что видит он, Позже он обнаружил, что может общаться не только с Рэдвигом, но и с другими птицами: «У меня более шести миллионов пар глаз в Соединённых Штатах». Он использовал это для быстрого поиска по Нью-Йорку двух похищенных детей, а также чтобы шпионить за сенатором Делл Раском, которым на самом деле оказался Красный Череп. Также он способен получать доступ к памяти птиц и просматривать то, что они видели в прошлом. Несколько раз он демонстрировал способность по управлению птицами, например, он телепатически призывал птиц из разных окрестностей, и те ворвались в окно и напали на Красного Черепа.
Помимо телепатии, Сэм в отличной физической форме. Он владеет навыками акробатики, рукопашного боя, а также боя в воздухе, чего он достиг частыми тренировками в своём костюме, позволяющем летать.

### Костюм и снаряжение
Сокол носил костюм, который покрыт тонким слоем титана, а также слоем сенсоров, которые способны улавливать солнечную энергию и преобразовывать её в электричество для питания миниатюрной реактивной турбины, встроенной в костюм и сапоги. Позже эта турбина была сломана в America and the Falcon #2 в 2004 году, и Чёрная Пантера передал ему новый костюм в благодарность за оказанную помощь. Костюм был сконструирован инженерами Ваканды и включает в себя:
- Массивные крылья на спине, дающие возможность летать. Размах крыльев достигает 50 футов, могут менять свой размер, конфигурацию и внешний вид благодаря голографической технологии. Крылья телепатически управляются Соколом через систему в его маске, а также работают от специальной турбины, которая даёт ему возможность резко ускоряться.
- GPS-излучатель радиоэлектронного подавления, который блокирует спутниковое и инфракрасное слежение.
- Внешнее покрытие из вибраниума, которое делает Сокола неуязвимым для пуль или огня[8].
- Дополнительные приспособления вроде когтей, скрытых в перчатках, или крюка.
- Маска костюма оснащена системой инфракрасного и ночного видения, датчики, которые позволяют Соколу видеть вокруг себя на 360°.

## Другие персонажи со званием Сокола

### Хоакин Торрес
В рамках брендинга «All New, All Different Marvel» 2015 года, Капитан Америка (Сэм Уилсон) расследует исчезновение мексиканского подростка Хоакина Торреса после того, как его похитили Сыны змея. Капитан Америка обнаружил, что Хоакин использовался в экспериментах Карла Малуса, который превратил Хоакина в гибрид птицы и человека, используя любимую птицу Капитана Америки, Редвинга. Когда Карл Малус потерпел поражение, Капитан Америка взял Хоакина с собой. Когда было обнаружено, что гибридное состояние Хоакина не было временным, Капитан Америка узнал от Клэр Тэмпл, что состояние Хоакина оказалось постоянным из-за того, что Редвинг был вампиром и обладал исцеляющим фактором. Когда Капитан Америка был схвачен Обществом змей и был выброшен из окна Гадюкой, его спас Хоакин. Используя свою связь с Редвингом, Капитан Америка телепатически послал Хоакину знание о том, как сражаться там, где его держали, пока не появились Мисти Найт и Человек-разрушитель. После того, как Общество змей было побеждено, Капитан Америка позволил Хоакину стать его помощником, что позволило ему стать новым Соколом.
Во время сюжетной линии «Тайная империя», Сокол II и Железное сердце присоединяются к Чемпионам, когда они объединяются с Сопротивлением.

### Эдриан Тумс
В сюжетной линии 2017 года Эдриан Тумс разработал модифицированную версию своего электромагнитного снаряжения с крыльями с усиленным шлемом и лёгкими, острыми как бритва, наноплетёнными крыльями, который реагировали на его мысленные команды. Он временно взял прозвище Сокола, полагая, что в то время оно было свободным, и ограбил место в Ист-Виллидже. Он сражался с Человеком-пауком, пока они оба не были обездвижены новым Обманщиком, который сбежал с добычей Тумса.

## Вне комиксов
- Сокол вместе со своей птицей Рэдвинг появился в качестве одного из членов Мстителей в мультсериале «Мстители. Всегда вместе» (1999—2000), где был озвучен Мартином Роач.
- Вместе с птицей он появился в «Супергеройский отряд», где был озвучен актёром Алими Баллардом, а Рэдвинг — Стивеном Блумом[16].
- Сокол появился в качестве злодея в девятой серии второго сезона мультсериала «Мстители: Величайшие герои Земли»[17]. В последней серии мультсериала он был показан героем и участвовал с другими супергероями Земли в битве с Галактусом.
- Также состоит в команде Мстители в мультсериале «Мстители, общий сбор!»

### Кино

#### Кинематографическая вселенная Marvel

Энтони Маки в роли Сэма Уилсона / Капитана Америки в сериале «Сокол и Зимний солдат» (2021)

- В фильме «Первый мститель: Другая война» Сокол является союзником Капитана Америки. Сэм представлен как бывший пилот ВВС США. Вместо костюма из комиксов, Сокол использует серый реактивный ранец с массивными крыльями из углепластика и очки с высокотехнологичными линзами, в бою использует скорострельные пистолеты. Его роль исполняет актёр Энтони Маки[18].
- Сокол (опять в исполнении Энтони Маки) появился в кроссовере «Мстители: Эра Альтрона»[19]. Он появляется на вечеринке в особняке Мстителей по случаю победы над «Гидрой». В конце фильма Сокол становится членом нового состава Мстителей. Помимо этого, у него появляется новая броня красного оттенка, напоминающая классический костюм Сокола из комиксов.
- Энтони Маки исполнил роль Сокола в фильме «Человек-муравей». Когда Человек-муравей пробирается в штаб Мстителей, чтобы выкрасть антиглушилку, Сокол прилетает в штаб и находит Скотта. Между ними завязывается схватка, из которой Лэнг, с трудом, но выходит победителем. В конце Луис рассказывает, что Сэм разыскивает Скотта. В сцене после титров Сэм появляется вновь, вместе с Капитаном Америка и Зимним солдатом и заявляет, что Тони им не поможет, а он сам знает другого, кто может помочь.
- Энтони Маки повторил роль Сокола в фильме «Первый мститель: Противостояние»[20]. В фильме Сокол выступает против регистрации. Его костюм также оснащён летающим дроном Редвингом, к которому Сокол иногда относится как к живой птице. Принимал участие в битве в аэропорту, в ходе которой команда Кэпа отвлекла противников, дав Стиву и Баки возможность бежать. Сокол уклонился от луча Вижена, в результате чего был ранен Воитель, был побеждён разгневанным Старком, вместе с Соколиным глазом, Алой ведьмой и Человеком-муравьём был отправлен в тюрьму. В финале картины его освобождает Роджерс.
- Энтони Маки вернулся к роли Сокола в фильме «Мстители: Война бесконечности». В начале фильма он вместе с Капитаном Америка, Чёрной Вдовой спасает Вижена и Алую Ведьму от Проксимы Миднайт и Корвуса Глэйва. Далее прибывает на базу Мстителей, а после участвует в Битве за Ваканду. В конце фильма, как и половина Вселенной, погиб из-за Щелчка Таноса, превратившись в пепел.
- Энтони Маки повторил роль Сокола в фильме «Мстители: Финал». Как и все те, кто не выжили после щелчка Таноса он возрождается после щелчка Халка, позже появляется в финальной битве. В конце фильма постаревший Стив Роджерс предлагает Сэму стать новым Капитаном Америка.
- Сокол вместе с Зимним Солдатом получил одноимённый сериал в стриминговом сервисе Disney+[21].

### Пародии
Персонаж появляется в одной из серий мультсериала «Робоцып». Он вместе с другими супергероями участвуют в реалити-шоу. Объектом пародии является расовая принадлежность Сокола.

### Видеоигры
- Появляется в игре «Marvel: Contest of Champios»
- Появляется как играбельный персонаж в игре «Lego Marvel Super Heroes» и её сиквелe «Lego Marvel Super Heroes 2»
- Появляется как играбельный персонаж в игре «Marvel Strike Force»
- Появляется как играбельный персонаж в игре «Marvel: Future Fight»
- Появляется как играбельный персонаж в игре «Lego Marvel’s Avengers»

## Критика и отзывы
В мае 2011 года Сокол занял 96 место в списке 100 величайших героев комиксов.